# Decacarbonyldihydridotriosmium
Decacarbonyldihydridotriosmium is een toxische anorganische verbinding met osmium en heeft als brutoformule H2Os3(CO)10. De stof komt voor als dieppaarse tot violette kristallen, die onoplosbaar zijn in water.

## Synthese
Decacarbonyldihydridotriosmium wordt bereid door het carbonylcomplex triosmiumdodecacarbonyl met waterstofgas te laten reageren:
{\displaystyle \mathrm {Os_{3}(CO)_{12}\ +\ H_{2}\ \longrightarrow \ Os_{3}H_{2}(CO)_{10}\ +\ 2\ CO} }